# 杉本秀太郎
杉本 秀太郎（すぎもと ひでたろう、1931年1月21日 - 2015年5月27日）は、日本のフランス文学者・文芸評論家・エッセイスト。国際日本文化研究センター名誉教授、京都女子大学名誉教授。日本芸術院会員。

## 来歴・人物
京都府京都市出身。1948年、旧制四高に入学。1949年に学制変更で、新制京都大学文学部仏文科に入学。1953年に卒業後、1956年、同大学院に入学し、1961年、博士課程単位取得満期退学。
1962年、京都女子大学文学部専任講師、1965年、助教授、1971年、教授。1988年に新設された国際日本文化研究センター教授に就任し、1996年に定年退職。同年に日本芸術院会員、筑摩書房で『杉本秀太郎文粋』（全5巻）が刊行された。
2015年5月27日午前7時35分、白血病のため京都・下京区の自宅にて死去、享年84。通夜は30日に杉本家住宅で営まれた。葬儀・告別式は翌日同所で行われ、喪主は妻が、葬儀委員長は冷泉為人が務めた。叙従四位。
次女は料理研究家の杉本節子（杉本家保存会事務局長）、三女は杉本歌子（京都造形芸術大学非常勤講師ほか）である。

## 杉本家住宅
杉本家は1743年（寛保3年）に「奈良屋」の屋号で京都市四条烏丸に呉服商として開業した。現存する杉本家住宅は1870年（明治3年）の建立で、1990年（平成2年）に京都市指定文化財に指定されてから、（財）奈良屋記念杉本家保存会が維持運営にあたっている。2010年（平成22年）には国の重要文化財に指定された。
敷地300坪におよぶ市内最大規模の町屋建築で、江戸時代の大店の構えを残し、祇園祭の際には、「伯牙山」（はくがやま）のお飾り場として、通りに面した「店の間」に、「ご神体」や懸装品が飾られる。9代目当主の秀太郎は、なるべく自然の趣を再現させるべく、庭にワレモコウやフジバカマを育てている。毎年、花ニレや水仙が枯れた後、芽を出すフジバカマは、秋の七草に数えられるが、今では絶滅危惧種となっている。（香りが良いので）昔は陰干しにし、箪笥（たんす）にしまっていたという。杉本自身は以下に述べている。
屋敷地一帯は、平安時代には、関白となった公卿・藤原頼忠の屋敷があった所で、歌人で有名な（息子の）藤原公任も住んでいた。屋敷の真ん前が「矢田寺」という寺で、「平家物語」を語る琵琶法師たちの集合場所だったそうである。だから前の通りは（平安時代には）、琵琶法師や、藤原家の召使（家人）たちが行き来していたんではないか。注意を凝らせば、京都には、まだまだ、「平安時代の匂い」の感じられる物は、ところどころに残っているんじゃないか。
杉本家住宅の旧米蔵では京都女子大学の公開講座などが開催されてきた。老朽化のため米蔵は2017年から改修され、2020年11月に京都女子大学はキャンパスを開設した。2021年度から授業も実施されるほか、学生のゼミ活動、一般向けの催しなどが開かれる。

## 受賞歴
- 1977年　『洛中生息』で日本エッセイスト・クラブ賞
- 1978年　『文学演技』で芸術選奨新人賞
- 1988年　『徒然草』で読売文学賞
- 1996年　『平家物語』で大佛次郎賞
- 2003年　旭日中綬章[9]
- 2005年　京都市文化功労者
- 2015年　京都府文化賞特別功労賞

## 著書
- 『大田垣蓮月』淡交社〈淡交選書〉1975年
  - 小沢書店 1982年、中公文庫 1988年、桐葉書房 2004年
- 『洛中生息』みすず書房 1976年
- 『文学演技』筑摩書房 1977年、筑摩叢書 1991年
- 『文学の紋帖』構想社 1977年
- 『私の歳時記』彌生書房 1979年
- 『続・洛中生息』みすず書房 1979年
  - 『新編 洛中生息』ちくま文庫 1987年
- 『回り道』みすず書房 1981年
- 『西窓のあかり』筑摩書房 1983年
- 『伊東静雄』<近代日本詩人選>筑摩書房 1985年、講談社文芸文庫 2009年
- 『絵草紙』創樹社 1986年
- 『ピサネロ 装飾論』<アートコレクション>白水社 1986年
- 『花ごよみ』平凡社 1987年、講談社学術文庫 1994年
  - 新版：全4巻（春夏秋冬）、平凡社〈コロナ・ブックス〉1998年
- 『徒然草 古典を読む』岩波書店 1987年、岩波同時代ライブラリー 1996年
  - 『「徒然草」を読む』講談社文芸文庫 2008年
- 『絵－隠された意味』平凡社 1988年
- 『パリの電球』岩波書店 1990年
- 『洛中通信』岩波書店 1993年
- 『異郷の空－パリ・京都・フィレンツェ』白水社〈白水Uブックス〉1994年
- 『平家物語－無常を聴く』講談社 1996年、講談社学術文庫 2002年。挿画安野光雅
- 『杉本秀太郎文粋』全5巻 筑摩書房 1996年
  1. エロスの図柄。ボードレール、ドビュッシー論などのフランス文学・芸術論
  2. 京住記。徒然草、洛中生息などの京都歳時記
  3. 諸芸の論。近世・近代日本芸術論
  4. 蔦の細道。大田垣蓮月、江戸の散文などの近世論
  5. 幻城。荷風断腸、伊東静雄などの日本近代文学論集
- 『まだら文』新潮社 1999年 - 特異な装丁
- 『音沙汰 一の糸』朝日新聞社 2000年 - 巻末に書誌年譜
- 『神遊び』展望社 2000年
- 『品定め』展望社 2001年
- 『青い兎－現代随想集』岩波書店 2004年
- 『半日半夜－杉本秀太郎エッセイ集』講談社文芸文庫 2005年
- 『京都夢幻記』新潮社 2007年
- 『火用心』編集工房ノア 2008年（ノア叢書）
- 『ひっつき虫』青草書房 2008年
- 『だれか来ている 小さな声の美術論』青草書房 2011年
- 『駝鳥の卵 杉本秀太郎詩集』編集工房ノア 2014年
- 『見る悦び－形の生態誌』中央公論新社 2014年[10]
- 『魂の花びら、思索の文様』四明書院 2024年※遺著

### 共著・編著
- 『古寺巡礼 京都33 龍安寺』淡交社 1978年、新版2009年（道浦母都子と解説）
- 『古寺巡礼 京都23 禅林寺』淡交社 1978年（解説）
- 『古寺巡礼 奈良4 新薬師寺』淡交社 1979年（解説）
- 『新京都案内 都鄙問答』 <岩波グラフィックス16> 岩波書店 1983年（森裕貴写真）
- 『日本名建築写真選集16 民家』新潮社 1993年。エッセイ担当（高井潔写真・伊藤ていじ解説）
- 『日本美を語る 第十巻 佳所薄明－御所・離宮・茶室』ぎょうせい 1989年（平井聖共編）
- 『京の町家』淡交社 1992年（解説、西川孟写真）
  - 『京の町家 杉本家』淡交社 2018年（新編、中村利則 新版解説）
- 『夢の抜け口』青草書房 2010年（甲斐扶佐義写真、解説エッセイ集）
- 『日本語の世界14 散文の日本語』中央公論社 1981年（大槻鉄男と共著）
- 『花』安野光雅絵 岩崎美術社 1987年／新装版・岩崎書店 1995年 - 児童向け絵本
- 『みちの辺の花』安野光雅絵 講談社 1994年
  - 『みちの辺の花 カラー版』講談社学術文庫 2005年
- 『玉堂 水墨画の巨匠 第十三巻』講談社 1994年（エッセイ担当、解説は星野鈴）
- 『洛中巷談』（河合隼雄・山折哲雄・山田慶児と）潮出版社 1994年
- 『先端科学の現在－大腸菌から宇宙まで』（河合隼雄・山折哲雄・山田慶児と）潮出版社・潮ライブラリー 1998年
- 『桑原武夫－その文学と未来構想』淡交社 1996年 - 師の評伝編著

評伝
- 吉岡秀明 『京都綾小路通 ある京都学派の肖像』[11]淡交社, 2000年3月

### 翻訳
- 『人生語録』アラン、井沢義雄共訳、彌生書房, 1960年
- 『アラン文学論集』 白水社, 1964年／改訳版『アラン著作集8 文学折りにふれて』同、1981年、復刊1997年
  - 抄訳版『芸術論集 文学のプロポ』中公クラシックス, 2002年、電子書籍で再刊（2014年） - 前者は桑原武夫訳
- 『形の生命』 アンリ・フォシヨン 岩波書店, 1969年／改訳版 平凡社ライブラリー, 2009年
- 『彫刻家との対話』 アラン 彌生書房, 1970年、新版1988年
- 『R.シュトラウス』 クロード・ロスタン 〈不滅の大作曲家〉 音楽之友社, 1971年
- 『音楽のために－ドビュッシー評論集』 白水社, 1977年、新版1993年、2002年
- 『ペレアスとメリザンド』 モーリス・メーテルランク 湯川書房, 1978年／岩波文庫, 1988年
- 『音楽家訪問－ベートーヴェンのヴァイオリンソナタ』 アラン 岩波文庫, 1980年
- 『象徴派芸術』 フィリップ・ジュリアン 白水社, 1982年、新版2004年
- 『詩集 温室』 モーリス・メーテルランク 雪華社, 1985年
- 『酔いどれ船』 アルチュール・ランボー 京都書院, 1988年。絵：ブルース・ゴフ、江上綏共訳
- 『昔の巨匠たち－ベルギーとオランダの絵画』 ウジェーヌ・フロマンタン 白水社, 1992年
- 『悪の花』 シャルル・ボードレール 彌生書房, 1998年、グーテンベルク21（電子書籍、2015年）で再刊
- 『赤い百合』 アナトール・フランス 臨川書店, 2001年 - 愛蔵版も刊